# 니나 포노마료바
니나 아폴로노브나 포노마료바(러시아어: Нина Аполлоновна Пономарёва, 1929년 4월 27일 ~ 2016년 8월 19일)는 소련의 원반던지기 선수로 소련 최초의 하계 올림픽 챔피언이었다.
소련 스베르들롭스크주 스미치카(현재의 러시아 니즈니타길) 출신으로 18세 때 이래 육상에 흥미를 보인 니나는 스타브로폴 교육학 연구소의 체력 훈련 학부에 들어갔다. 1948년 스타브로폴 지방 선수권 대회에서 자신의 첫 공식 시합에 나와 30.53m를 던져 그 대회의 신기록이 되었다. 3년간의 훈련 후에 포노마료바는 지도적 소비에트 선수들 중의 하나가 되었으며, 1949년 소비에트 국내 선수권 대회에서 3위를 하였다. 당시 경험적 코치 드미트리 마르코프에 의하여 훈련을 받고, 1951년 선수권 대회의 챔피언이 되어 7회(1952~56, 1958, 1959)의 그 성공을 되풀이하였다.
소련 올림픽 팀이 처음으로 나간 1952년 헬싱키 올림픽에 참가하여 17개국에서 20명의 선수들이 출전한 원반던지기에 나가 자격 라운드에서 45.05m를 던져 1위를 하였다. 마지막 라운드에서 45.16m를 던져 동료 선수 니나 둠바드제에 밀렸으나, 3회의 시도에서는 올림픽 기록 51.42m를 세웠다. 4회와 5회의 시도에서 각각 47.23m와 44.66m를 던졌다. 7월 20일 올림픽 신기록 51.42m로 우승하여 소비에트 역사상 최초의 금메달리스트가 되었다.
헬싱키 올림픽이 끝난 후, 1달 안에 8월 9일 오데사에서 세계 신기록 53.61m를 세웠다. 1954년 유럽 선수권을 우승하고, 1956년 멜버른 올림픽에서는 동메달에 그쳤다. 이듬해 붉은 깃발 훈장이 수여되었다.
1960년 로마 올림픽에서 8년 만에 2연승을 한 뒤, 은퇴하여 가끔 코치로서 일하였다.